# 劉易斯 (堪薩斯州)
劉易斯（英語：Lewis）是一個位於美國堪薩斯州愛德華茲縣的城市。

## 地方資料
根據2020年美國人口普查的數據，劉易斯的面積為0.81平方千米，當中陸地面積為0.81平方千米，而水域面積為0.00平方千米。當地共有人口400人，而人口密度為每平方千米493.83人。